# Convergència de mitjans

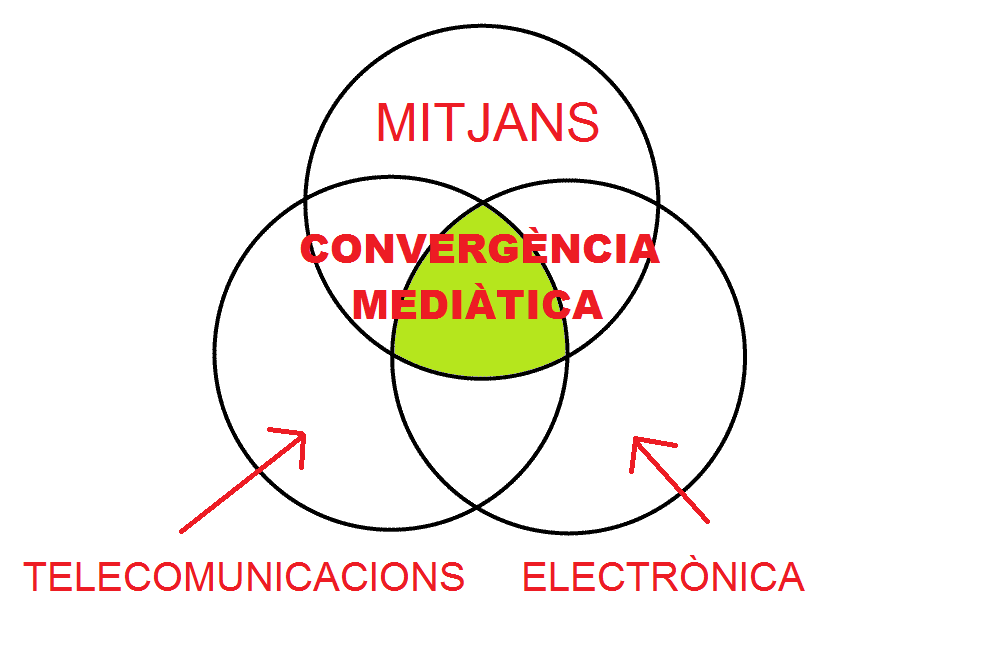
Efecte de convergència mediàtica

La convergència de mitjans és la fusió dels mitjans de comunicació de masses (premsa, televisió, ràdio, Internet) juntament amb les tecnologies portàtils i interactives a través de diverses plataformes de mitjans digitals. Aquesta permet als professionals de mitjans de comunicació de masses explicar històries i presentar la informació utilitzant una gran varietat de mitjans de comunicació.
D'una banda, la convergència de mitjans pot ser vista com una unió de diferents equips i eines per a la producció i distribució de notícies. D'altra banda, es pot definir com el flux de continguts a través de múltiples plataformes de mitjans de comunicació, el que suggereix que les audiències mediàtiques d'avui dia juguin un paper crucial en la creació i distribució de contingut i, per tant, la convergència ha de ser examinada en funció de canvis socials, tecnològics, així com dins de la societat.
Segons Henry Jenkins, autor del llibre Convergence culture, La cultura de la convergencia de los medios de comunicación, la convergència dels mitjans de comunicació és un procés continu que no ha de ser vist com un desplaçament dels vells mitjans, sinó més aviat com la interacció entre les diferents formes de mitjans de comunicació i plataformes. És per aquesta raó per la qual la convergència dels mitjans ha de ser vista com una cooperació i col·laboració entre les formes i les plataformes mediàtiques, les quals abans no estaven connectades.
Es pot afirmar que totes les formes de convergència, tot i que s'hagin diversificat i tinguin en compte altres aspecte, posseeixen com a element unificador la necessitat de contingut multimèdia dels usuaris. A causa de l'existència de diverses tecnologies i les seves associacions, la convergència mediàtica pot tenir aspectes molt diferents que correlacionen tant amb el contingut proporcionat per la indústria dels mitjans com amb la reacció que tenen els usuaris respecte a aquest contingut.

## La convergència tecnològica
La convergència tecnològica simplifica la producció de contingut de mitjans alhora que amplia en gran manera, accelerar i facilitar la seva distribució, sovint amb un estalvi de costos associats.
Una fotografia digital, per exemple, es pot disparar i distribuir a tot el món en qüestió de segons a través d'Internet, eliminant la necessitat de processament de pel·lícules, impressió i distribució física.
De la mateixa manera, els consumidors poden accedir a múltiples formes de contingut multimèdia (llibres, programes de ràdio i televisió, música, pel·lícules, diaris) en els seus ordinadors, smartphones o altres dispositius, sovint de franc. Amb la convergència tecnològica, la transmissió electrònica de dades, reemplaça el transport física dels béns materials.
La convergència tecnològica també ha reduït les barreres d'entrada per a la producció de mitjans de comunicació. La digitalització (conversió d'analògic a digital), permet als consumidors de contingut multimèdia convertir-se en productors i distribuïdors de contingut. Alguns analistes veuen això com una democratització dels mitjans de comunicació, ja que qualsevol persona amb accés als mitjans digitals i una xarxa d'ordinadors pot produir, consumir i distribuir contingut mediàtic.

## El temps i la convergència de mitjans
Al mercat actual de la informació, el temps del públic s'ha convertit potser en l'objecte més desitjat pels mitjans. A la societat occidental, la gent disposa avui de recursos econòmics suficients per consumir qualsevol mitjà però, en canvi, no té el temps necessari per al seu consum. Assegurar aquest temps de consum constitueix, per tant, un objectiu estratègic per als mitjans.
A l'hora de planificar cobertures informatives combinades entre diversos mitjans, és a dir, cobertures multi plataforma, cal ajustar el ritme de la transmissió informativa als temps i hàbits de consum preferits pel públic. Els mitjans han de saber cedir el testimoni un a l'altre, perquè cadascú aprofiti aquells moments del dia en què potencialment pot atraure més el interès del públic. Per això, particularment davant d'esdeveniments planificats, cal realitzar una pauta estratègica de cada jornada perquè les cobertures dels diversos mitjans resultin complementàries i no redundants.

## Inconvenients de la convergència mediàtica
No obstant, la convergència de mitjans amb els propis consumidors també ha demostrat tenir inconvenients. Podem afirmar que no tothom té accés fàcil i assequible als mitjans digitals, fet que crea una bretxa digital entre rics i pobres en una societat on la connexió a les xarxes informàtiques (i l'alfabetització necessària per navegar per ells) és cada vegada més important. A més, la ubiqüitat dels mitjans digitals i la capacitat de seguiment dels programes d'ordinador s'han traduït en una major vigilància, la qual provoca preocupacions sobre la privacitat personal.
Per exemple, gran part de la població superior als 70 anys no té accés a aquestes xarxes electròniques i per poder accedir als mitjans ho han de fer via material. Aquest grup de la població es veuria greument afectat si la comunicació mediàtica només es pogués trobar mitjançant Internet, i per això és necessari un cert equilibri.
D'altra banda, el ràpid canvi de formats digitals, el dinamisme dels continguts digitals i la quantitat massiva de dades condueixen a la preocupació per l'emmagatzematge, conservació i protecció de les comunicacions. La facilitat amb la qual el contingut digital pot ser copiat, manipulat i redistribuït presenta un desafiament a les actuals lleis de copyright i complica qualsevol intent de prevenir la pirateria de contingut intel·lectual, com les indústries de la música, el cinema i la televisió han descobert. La lliure circulació de continguts multimèdia també ha plantejat una seriosa amenaça per a la viabilitat econòmica de les indústries dels mitjans tradicionals, com ara llibres i diaris de publicació.

## Conseqüències de la convergència mediàtica
Per una banda, la convergència de mitjans ha desenvolupat una alarmant concentració de la propietat dels mitjans comercials dominants, amb un conjunt d'empreses mediàtiques multinacionals que dominen tots els sectors de la indústria de l'entreteniment. Per altra banda, s'ha ampliat la facilitat i llibertat amb què els ciutadans poden participar do a través de les xarxes digitals de comunicació.
La convergència ha creat un canvi cultural, ja que anima els consumidors a cercar nova informació i a establir connexions entre continguts mediàtics dispersos. El vell consumidor de mitjans és passiu, predictible, aïllat i silenciós, mentre que el nou és actiu, migratori, està connectat socialment, és sorollós i públic.
Un altre efecte de la convergència mediàtica ha estat la proliferació i creixement dels mitjans socials, incloent les xarxes socials (Facebook, MySpace, LinkedIn), els blogs, els wikis (Wikipedia), els podcasts, els fòrums, les comunitats de contingut (YouTube, Flickr) i els microblogs (Twitter).
Segons l'informe "State of the blogosphere 2008" de Technorati, MySpace té 75.100.000 d'usuaris als Estats Units, mentre que Facebook té 41 milions d'usuaris. A nivell global, cada un té poc més de 110 milions d'usuaris. Quant als blogs, hi ha 22.600.000 de bloggers als Estats Units (12% dels usuaris d'Internet) i 94.100.000 de lectors de blogs (50% dels usuaris d'Internet).
La convergència també ha estat parcialment responsable del declivi dels diaris en paper, a mesura que els lectors han migrat cap a la Internet i els diaris han patit dràstiques reduccions en els seus ingressos publicitaris.

## Reduccionisme tècnic

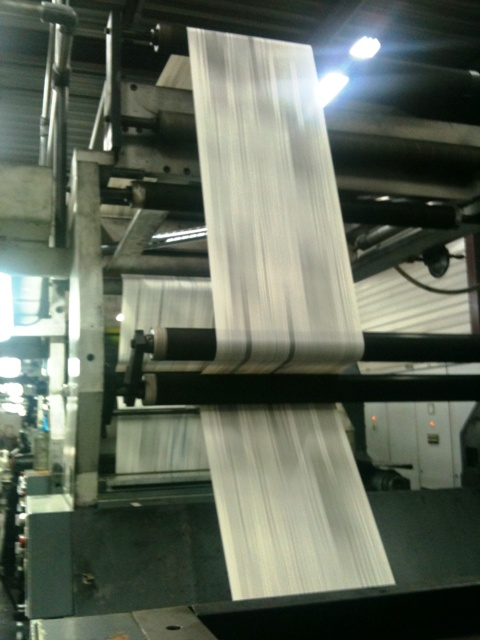
Creació de diaris en paper.

La convergència és un canvi cultural, ja que anima als consumidors a cercar nova informació i a establir connexions entre continguts mediàtics dispersos. La cultura participativa és el terme que engloba aquesta nova forma de coproduir mediacions. La convergència es produeix en els nostres caps i a les nostres interaccions socials. El consum ha esdevingut col·lectiu, els llocs de producció i consum s'intercanvien creixentment. La suma del coneixement individual supera àmpliament a la dels experts.
Però la intel·ligència col·lectiva també s'ha de veure com una font alternativa de poder mediàtic. Curiosament, i per raons que cal enumerar, aquest poder fins ara només s'ha fet efectiu en la cultura de l'entreteniment, però aviat ho veurem en universos més seriosos, amb la religió, l'educació, el dret, la política i el món militar.